# 中井はるの
中井 はるの（なかい はるの）は日本の翻訳家、および児童書作家。

## 人物・経歴
東京在住。株式会社メディアエッグ代表取締役。大学卒業後、外資系銀行に勤務するも、過去に志した通訳の道をめざし通訳学校に通う。銀行を退職後、フリーランスで翻訳の仕事を始める。その一方で、娘への絵本の読みきかせをするうち、子どもの本の仕事をしたいと思うようになり、絵本作家のアシスタントなどをしながら絵本・児童書の翻訳の下訳やリーディングを始める。2008年、アメリカで話題になっていたジェフ・キニーの『グレッグのダメ日記』をポプラ社にもちこむ。（この本は、2019年には世界で2億部を売り上げ、映画化されている。）2013年『木の葉のホームワーク』（講談社）で第60回産経児童出版文化賞翻訳作品賞を受賞。2015年、『ワンダー』（ほるぷ出版）を翻訳する。（この本は、映画「ワンダー　君は太陽」（2017年）の原作。映画にはジェイコブ・トレンブレイ、ジュリア・ロバーツが出演。）2019年、子どものころADHD（注意欠如・多動症）だったデイブ・ピルキーの『ドッグマン』（飛鳥新社）の翻訳を手がける。（この本は、アメリカで2300万部のベストセラーでブロードウェイミュージカルになっている。）2018年、難民の実話を描いた絵本『難民になったねこクンクーシュ』（かもがわ出版）を翻訳。そのほか『Peace & Me 平和とわたし』（かもがわ出版）、絵本『ちっちゃなサリーはみていたよ』（岩波書店）、『だいすき　すき』『なにしてあそぶ？』『みんな　おやすみなさい』（イマジネイション・プラス）の翻訳や、ディズニー映画のノベライズ、紙芝居の創作など幅広い分野で活躍している。JBBY（日本国際児童図書評議会）会員。日本ペンクラブ「子どもの本」委員。

## 主な受賞歴等
- 2013年 『木の葉のホームワーク』第60回産経児童出版文化賞翻訳作品賞受賞[6]。
- 2013年 『木の葉のホームワーク』平成25年度 社会保障審議会児童福祉文化財 推薦作品[7]
- 2014年 箕面・世界子どもの本アカデミー賞 主演男優賞[8]（『グレッグのダメ日記』のグレッグ）
- 2015年 『ワンダー』第62回青少年読書感想文コンクール 小学校高学年 課題図書[9]
- 2019年 箕面・世界子どもの本アカデミー賞 主演男優大賞[10]（『グレッグのダメ日記』のグレッグ）
- 2019年 『木の中の魚』社会保障審議会推薦 児童福祉文化財 推薦作品（中学生、保護者、指導者等）[11]
- 2019年 『もうひとつのワンダー』社会保障審議会推薦 児童福祉文化財 推薦作品（中学生、小学生高学年）[11]

## 主な著書リスト

### 児童書

#### ディズニー
- ディズニームービーブック
  - 『メリダとおそろしの森』駒田文子/構成、講談社、2012.8、ISBN 978-4-06-217869-3
  - 『フランケンウィニー』駒田文子/構成、講談社、2012.12、ISBN 978-4-06-218108-2
  - 『モンスターズユニバーシティ』駒田文子/構成、講談社、2013.7 ISBN 978-4-06-218451-9
  - 『アナと雪の女王』駒田文子/構成、講談社、2014.3、ISBN 978-4-06-218833-3
  - 『ベイマックス』駒田文子/構成、講談社、2014.12、ISBN 978-4-06-219274-3
  - 『アナと雪の女王エルサのサプライズ』駒田文子/構成、講談社、2015.6、ISBN 978-4-06-219557-7
  - 『インサイド・ヘッド』講談社、2015.7、ISBN 978-4-06-219578-2
  - 『アーロと少年』講談社、2016.4、ISBN 978-4-06-220003-5
  - 『ズートピア』本多玉乃、駒田文子/共著 2016.5 ISBN 978-4-06-220030-1
  - 『ファインディングドリー』講談社、2016.8 ISBN 978-4-06-220145-2
  - 『モアナと伝説の海』講談社、2017.3、ISBN 978-4-06-220500-9
  - 『リメンバー・ミー』講談社、2018.3、ISBN 978-4-06-220927-4
  - 『インクレディブル・ファミリー』講談社、2018.7、ISBN 978-4-06-512302-7
  - 『シュガー・ラッシュ：オンライン』講談社、2018.12、ISBN 978-4-06-514028-4
  - 『トイ・ストーリー4』講談社、2019.7、ISBN 978-4-06-516567-6
  - 『アナと雪の女王2』駒田文子/構成、講談社、2019.12 ISBN 978-4-06-518142-3
  - 『2分の1の魔法』駒田文子/構成、講談社、2020.3、ISBN 978-4-06-519040-1
  - 『ムーラン』講談社、2020.7、ISBN 978-4-06-519161-3
  - 『ソウルフル・ワールド 』駒田文子/構成、講談社、2020.11、ISBN 978-4065200773

- 『モンスターズユニバーシティ』駒田文子/共著、講談社、2013.7、ISBN 978-4-06-218451-9
- 『モアナと伝説の海』講談社、2017.3、ISBN 978-4-06-220500-9
- 『カーズクロスロード』講談社、2017.7、ISBN 978-4-06-199652-6
- 『アナと雪の女王家族の思い出』講談社、2018.3、ISBN 978-4-06-199664-9
- 『ミスター・インクレディブル』講談社、2018.6、ISBN 978-4-06-511965-5
- 『シュガー・ラッシュ』講談社、2018.11、ISBN 978-4-06-513169-5

### 絵本

#### ディズニー
- FIND BOOK
  - 『さがして! みつけて! アナと雪の女王』Art Mawhinney/画、講談社、2014.4、ISBN 978-4-06-265676-4
  - 『さがして! みつけて! ベイマックス』講談社、2015.1、ISBN 978-4-06-265682-5

### 紙芝居
- 『よちよちあかちゃん ペンギンのあかちゃん』教育画劇、2011.4、ISBN 978-4-7746-1239-3
- 『いもうとがうまれたよ! パンダのあかちゃん』教育画劇、2011.4、ISBN 978-4-7746-1238-6

## 主な翻訳リスト

### 児童書
- 『グレッグのダメ日記』（シリーズ）ジェフ・キニー/著、ポプラ社
  - 『グレッグのダメ日記』2008.5、ISBN 978-4-591-10336-4
  - 『ボクの日記があぶない』2008.9、ISBN 978-4-591-10464-4
  - 『もう、がまんできない！』2009.4、ISBN 978-4-591-10910-6
  - 『あ〜あ、どうしてこうなるの!?』2009.11、ISBN 978-4-591-11226-7
  - 『なんとか、やっていくよ』2010.11、ISBN 978-4-591-12117-7
  - 『どうかしてるよ!』2011.11、ISBN 978-4-591-12646-2
  - 『どんどん、ひどくなるよ』2012.11、ISBN 978-4-591-13131-2
  - 『わけがわからないよ!』2013.11、ISBN 978-4-591-13651-5
  - 『とんでもないよ』2014.11、ISBN 978-4-591-14196-0
  - 『スクールプランナー』2015.11、ISBN 978-4-591-14294-3
  - 『やっぱり、むいてないよ!』2015.11、ISBN 978-4-591-14720-7
  - 『グレッグのダメ日記 ハンディ版』2015.11、ISBN 978-4-591-14775-7
  - 『いちかばちか、やるしかないね!』2016.11、ISBN 978-4-591-15225-6
  - 『にげだしたいよ!』2017.11、ISBN 978-4-591-15622-3
  - 『さすがに、へとへとだよ』2018.11、ISBN 978-4-591-16036-7
  - 『ぶっこわしちゃえ』2019.11、ISBN 978-4-591-16417-4
  - 『なんとかなるさ』2020.12、ISBN 978-4591168103

- 『グレッグのダメ日記』（関連）ジェフ・キニー/著、ポプラ社
  - 『グレッグ公認きみだけのダメ日記帳』2012.3、ISBN 978-4-591-12918-0
  - 『ロウリーのいい子日記 親友グレッグの伝記』2020.4、ISBN 978-4-591-16627-7 （スピンオフ第1巻）

- 『パイレーツスクール』（シリーズ）ブライアン・ジェームズ 作/著、大岩ピュン/絵、ポプラ社
  - 1『ヘビ島ののろい』2009.2、ISBN 978-4-591-10584-9
  - 2『ゆうれい船がやってきた!』2009.6、ISBN 978-4-591-10950-2
  - 3『フケツ号をやっつけろ!』2009.11、ISBN 978-4-591-11178-9
  - 4『港のスパイに気をつけろ!』2010.2、ISBN 978-4-591-11521-3

- 『たいせつな友だち』モイヤ・シモンズ/作、後藤貴志/画、くもん出版、2009.7、ISBN 978-4-7743-1653-6

- 『ビースト・レスキュー』（シリーズ）ビーストリー・ボーイズ/著、金の星社
  - 1『王立ビースト愛護協会』2009.11、ISBN 978-4-323-06101-6
  - 2『恐怖のビースト晩餐会』2010.2、ISBN 978-4-323-06102-3
  - 3『禁断のビースト狩り』2010.7、ISBN 978-4-323-06103-0
  - 4『幻のジャングル・ビースト』2010.11、ISBN 978-4-323-06104-7

- 『マック動物病院ボランティア日誌』（シリーズ）ローリー・ハルツ・アンダーソン/著、藤丘ようこ/画、金の星社
  - 『悪徳子犬ブリーダーをさがせ』2009.9、ISBN 978-4-323-05701-9
  - 『キケンな野良猫王国』2009.9、ISBN 978-4-323-05702-6
  - 『セラピー犬からのおくりもの』2009.12、ISBN 978-4-323-05703-3
  - 『逃げおくれた猫を救え』2010.3、ISBN 978-4-323-05704-0

- 『クラスで1番!ビッグネート』（シリーズ）リンカーン・ピアス/作、ポプラ社
  - 『クラスで1番!ビッグネート』2011.5、ISBN 978-4-591-12453-6
  - 『ホームランをうっちゃった!!』2011.9、ISBN 978-4-591-12571-7

- 『木の葉のホームワーク』ケイト・メスナー/著、講談社、2012.10、ISBN 978-4-06-283222-9
- 『トム・ソーヤーの冒険』マーク・トウェイン/作、ちーこ/絵、角川書店、2014.8、ISBN 978-4-04-631403-1

- 『ワンダー』（シリーズ）R・J・パラシオ/作、ほるぷ出版
  - 『ワンダー』 2015.7、ISBN 978-4-593-53495-1
  - 『もうひとつのワンダー』 2017.7、ISBN 978-4-593-53522-4
  - 『365日のWONDER：ブラウン先生の格言ノート』 2018.6、ISBN 978-4-593-10040-8

- ツリーハウス（シリーズ）アンディ・グリフィス/作、テリー・デントン/絵、ポプラ社
  - 『13階だてのツリーハウス』 2016.9、ISBN 978-4-591-15101-3
  - 『26階だてのツリーハウス：海賊なんてキライ!』 2018.1、ISBN 978-4-591-15675-9
  - 『39階だてのツリーハウス：マヌケな発明しないで!』 2019.3、ISBN 978-4-591-16222-4

- 『少女探偵アガサ』（シリーズ）サー・スティーヴ・スティーヴンソン/作、patty/画、岩崎書店
  - 1『エジプト編　66番目の墓の謎』2016.12、ISBN 978-4-265-86023-4
  - 2『インド編　ベンガルの真珠』2017.3、ISBN 978-4-265-86024-1
  - 3『スコットランド編　古城の王剣』2017.7、ISBN 978-4-265-86025-8
  - 4『カナダ編　ナイアガラの大怪盗』2017.11、ISBN 978-4-265-86026-5
  - 5『フランス編　エッフェル塔殺人事件』2018.3、ISBN 978-4-265-86027-2
  - 6『日本編　最終回をうばいかえせ』2018.7、ISBN 978-4-265-86028-9

- 『木の中の魚』リンダ・マラリー・ハント/著、講談社、2017.11、ISBN 978-4-06-283244-1

- 『難民になったねこクンクーシュ』マイン・ヴェンチューラ/文、ベディ・グオ/絵、ヤズミン・サイキア/監修、かもがわ出版、2018.8、ISBN 978-4-7803-0974-4
- 『その年、わたしは嘘をおぼえた』ローレン・ウォーク/作、さ・え・ら書房、2018.10、ISBN 978-4-378-01526-2

- 『ドッグマン』（シリーズ）デイブ・ピルキー/文・絵、飛鳥新社
  - 『ドッグマン』 2019.4、ISBN 978-4-86410-680-1
  - 『ドッグマン 2』 2019.11、ISBN 978-4-86410-729-7
  - 『ドッグマン 3』 2020.12、ISBN 9784864107792

- 『PEACE AND MEわたしの平和：ノーベル平和賞12人の生きかた』	アリ・ウィンター/文、ミカエル・エル・ファティ/絵、かもがわ出版、2019.9、ISBN 978-4-7803-1051-1
- 『この海を越えれば、わたしは』ローレン・ウォーク/作、中井川 玲子/共訳、さ・え・ら書房、2019.11、ISBN 978-4-378-01527-9

- 『スポンジ・ボブ：海のみんなが世界を救Woo!』ステファン・ヒーレンバーグ、ポール・ティビット/原作、ジョナサン・エイベル、グレン・バーガー/脚本、講談社、2015.7、ISBN 978-4-06-219597-3
- 『アナと雪の女王：アレンデール城のゆうれい オラフとスヴェンの氷の配達』ランディ・クィン・ウォーカー、エリザベス・ラドニック/文、講談社、2016.2、ISBN 978-4-06-199578-9

- ディズニープリンセス（シリーズ）
  - 『ディズニープリンセス愛のものがたり：シンデレラ〜失われたティアラ〜 リトル・マーメイド〜サプライズ・バースデー〜』キティ・リチャーズ、ゲイル・ハーマン/文、講談社、2016.9、ISBN 978-4-06-199583-3
  - 『ディズニープリンセスなぞ解きへようこそ：リトル・マーメイド〜星のネックレス〜 アラジン〜宝石の果樹園〜』ゲイル・ハーマン、エリー・オライアン/文、講談社、2016.11、ISBN 978-4-06-199587-1
  - 『ディズニープリンセスまごころのメッセージ：美女と野獣〜なぞのメッセージ〜 プリンセスと魔法のキス〜レストランへようこそ〜』キティ・リチャーズ、ヘレン・ペレルマン/文、講談社、2017.2、ISBN 978-4-06-199593-2
  - 『ディズニープリンセス友情につつまれて：美女と野獣〜すてきなプレゼント〜 プリンセスと魔法のキス〜ぬすまれた真珠〜』エリー・オライアン、カリオペ・グラス/文、講談社、2017.4、ISBN 978-4-06-199598-7
  - 『ディズニープリンセスいちばんすてきな日：塔の上のラプンツェル〜忘れられない日〜 シンデレラ〜ネズミの失敗〜』ヘレン・ペレルマン、エリー・オライアン/文、講談社、2017.6、ISBN 978-4-06-199599-4
  - 『ディズニープリンセス大好きな人のために：眠れる森の美女〜完ぺきな一日〜 アラジン〜金貨をさがして〜』ウェンディ・ロッジア、サラ・ネイサン/文、講談社、2017.9、ISBN 978-4-06-199654-0

- 『バッドガイズ』（シリーズ）アーロン・ブレイビー /作、辰巳出版
  - 『バッドガイズ 1』 2020.12、ISBN 978-4777824496
  - 『バッドガイズ 2 にわとりたちを救いだせ! 』 2020.12、ISBN 978-4777824502

- 『子どもを守る言葉「同意」って何? YES、NOは自分が決める!』レイチェル・ブライアン/作、集英社、202010、ISBN 978-4083331664

### 絵本

#### ディズニー
- ディズニーしかけえほん
  - 『メーターの世界つくり話　(ディズニーシール・カーズ)』ビル・スコーロン/ぶん、ディズニー・ストーリーブック・アーティスト/え、大日本絵画、2013.11、ISBN 978-4-499-28537-7
  - 『アナと雪の女王 こおりのしろへ』ビル・スコーロン/さく、ディズニー・ストーリーブック・アーティスト/え、大日本絵画、2014.3、ISBN 978-4-499-28556-8
  - 『ティンカー・ベル 妖精たちの春まつり』リーダーズ・ダイジェスト・パブリッシング/さく、大日本絵画、2014.7、ISBN 978-4-499-28568-1
  - 『プリンセスむかしむかしおしろで…：プリンセスたちのすてきなものがたり』エリザベス・ベネット/さく、大日本絵画、2014.9、ISBN 978-4-499-28572-8
  - 『オラフとあそぼう!：アナと雪の女王』スタジオ・ファン・インターナショナル/さく、大日本絵画、2014.11、ISBN 978-4-499-28595-7
  - 『ピーナッツ スヌーピーとなかまたち名言集』チャールズ M.シュルツ/著、ルーファス・バトラー・セダー/作、大日本絵画、2015.4 ISBN 978-4-499-28611-4
  - 『プーさんとジャンプ!：くまのプーさん』パラゴン・ブックス/さく、大日本絵画、2015.4、ISBN 978-4-499-28609-1
  - 『アリエルとシンデレラ』ロリ・C・フローブ/ぶん、ディズニー・ストーリーブック・アーティスト/え、大日本絵画、2015.11、ISBN 978-4-499-28621-3
  - 『アナのすてきな春まつり/エルサのたのしい冬まつり：アナと雪の女王』	ロリ・C・フローブ/ぶん、ディズニー・ストーリーブック・アーティスト/え、大日本絵画、2016.1、ISBN 978-4-499-28644-2
  - 『ドリーのずっと友だちだよ:FINDING DORY』ビル・スコーロン/ぶん、ディズニー・ストーリーブック・アート・チーム/え、大日本絵画、2016.6、ISBN 978-4-499-28652-7

- 『スポンジ・ボブ : 海のみんなが世界を救Woo!』ステファン・ヒーレンバーグ、ポール・ティビット、ジョナサン・エイベル、グレン・バーガー/原作、メアリー・ティルワース/構成、デイブ・エイキンズ/絵、講談社、2015.7、ISBN 978-4-06-219604-8

- FIND BOOK
  - 『さがして! みつけて! インサイド・ヘッド』Art Mawhinney/画、講談社、2015.9、ISBN 978-4-06-265683-2
  - 『さがして! みつけて! アーロと少年』Art Mawhinney/画、講談社、2016.2、ISBN 978-4-06-265688-7

- 『Disney・PIXAR トイ・ストーリーAR機能つきスマホであそべるえほん』 講談社、2019.7、ISBN 978-4-06-515435-9

#### その他
- 『ちっちゃなサリーはみていたよ：ひとりでもゆうきをだせたなら』ジャスティン・ロバーツ/ぶん、クリスチャン・ロビンソン/え、岩崎書店、2015.4、ISBN 978-4-265-85081-5
- 『お〜しまい! …かな?』ジム・ベントン/さく、岩崎書店、2015.5、ISBN 978-4-265-85066-2
- 『みんな、ワンダー』R・J・パラシオ/作・絵、アルファポリス、2018.4、ISBN 978-4-434-24534-3
- 『あかちゃん、はじめまして おゆびでさしてあそぼうブック』フィオナ・ワット/ぶん、エリカ・ハリソン/デザイン、ステファン・ベイカー/え、教育画劇、2018.4 978-4-7746-2140-1

- 『だいすきすき』ダイアン・マルドゥロー/ぶん、デイヴィッド・ウォーカー/え、イマジネイション・プラス、2018.11、ISBN 978-4-909809-01-8
- 『なにしてあそぶ?』ダイアン・マルドゥロー/ぶん、デイヴィッド・ウォーカー/え、イマジネイション・プラス、2018.11、ISBN 978-4-909809-02-5
- 『みんなおやすみなさい』ダイアン・マルドゥロー/ぶん、デイヴィッド・ウォーカー/え、イマジネイション・プラス、2018.11、ISBN 978-4-909809-03-2
- 『ねむねむさんがやってくる : 眠りが訪れる話』ユ・ヒジン/さく・え、世界文化社、2020.10、ISBN 978-4418208135

## 外部サイト
- 中井はるの 公式サイト